# 3e légion de volontaires étrangers de la marine

La 3e légion de volontaires étrangers de la Marine est une unité de l'armée française de l'Ancien Régime. Elle s'est particulièrement distinguée aux Indes orientales.

## Création et différentes dénominations
- 1745 : Création du « Régiment des Volontaires Royaux »
- 1768 : Renommé « Légion Royale »
- 1776 : Renommé « 3e Légion de volontaires étrangers de la marine »
- 15 mai 1793 : renommé « 111e régiment d’infanterie de ligne »
- 1794 : Création de la « 111e demi-brigade de première formation »
- 16 germinal an XI (6 avril 1803) : Devient la « 111e demi-brigade de deuxième formation »
- 1er vendémiaire an XII (24 septembre 1803) :  formation du « 111e régiment d'infanterie de ligne »

## Création des Légions de volontaires étrangers de la Marine

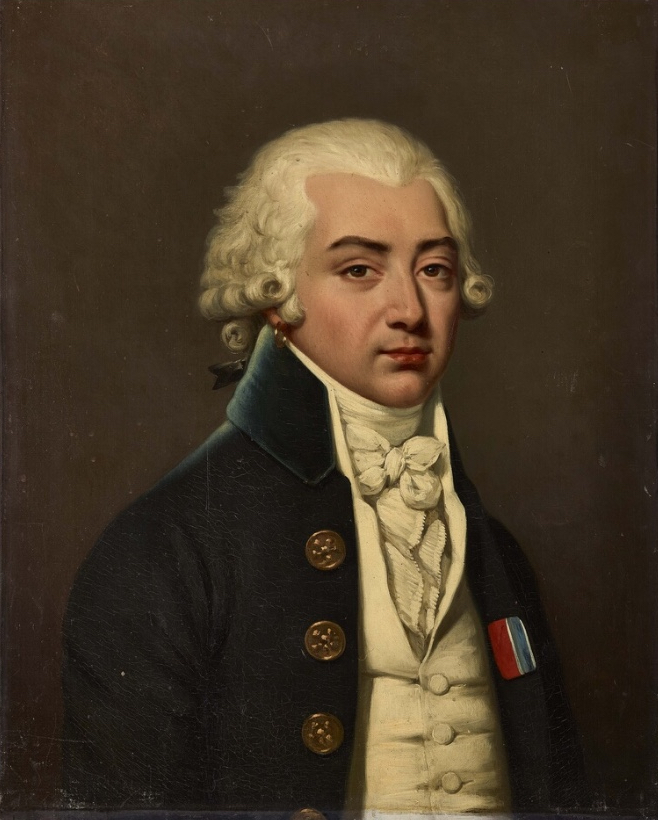
Armand Louis de Gontaut-Biron

Depuis le 6 février 1778, la France est en guerre avec les Britanniques. Le 1er septembre 1778, trois légions sont créées par le ministre de la marine des colonies, Antoine de Sartine. Le propriétaire est Armand Louis de Gontaut-Biron, duc de Lauzun.
Le nouveau corps devait être composé au départ de huit légions et une compagnie générale d’état-major.  Chaque légion est composée de huit compagnies : une de grenadiers, une de chasseurs, deux de fusiliers, une d’artillerie, deux de hussards et une du génie. Le col et les épaulettes de la 3e légion sont rouges.
Chez les artilleurs, à la différence de la cavalerie et de l’infanterie, la moitié des hommes de troupe sont français. L’artillerie à cette époque utilise des canons, mais aussi des mortiers.
Malgré de vains efforts de recrutement, seules trois des légions sont formées et à Rochefort, une compagnie de cadets gentilshommes pour le service des colonies. Deux légions partent se battre aux côtés des Américains et aux Antilles. La troisième part servir le roi sur un autre front, les Indes orientales.

## De Lorient à l'île Maurice
Le 4 mars 1779, la 3e légion de volontaires étrangers de la marine, et son colonel, M. de Cheneville, partent défendre les établissements français de l’océan Indien et ceux des Hollandais. Ces troupes ont été spécialement mises sur pied pour combattre aux côtés des marins sur leurs vaisseaux et pour débarquer sur les territoires bloqués ou bombardés, afin d'y créer un embryon d'organisation puis repartir vers de nouveaux objectifs. Les officiers de la légion, artilleurs, fusiliers, ou de la 2e compagnie de hussards sympathisent avec les marins qui les convoient et les futurs administrateurs de l'Inde française et de La Réunion et de l'île Maurice. Le voyage dure cinq mois. Ils rejoignent l’« Isle de France », en juillet 1779.

## Défense de l'île Maurice (1779-1781)

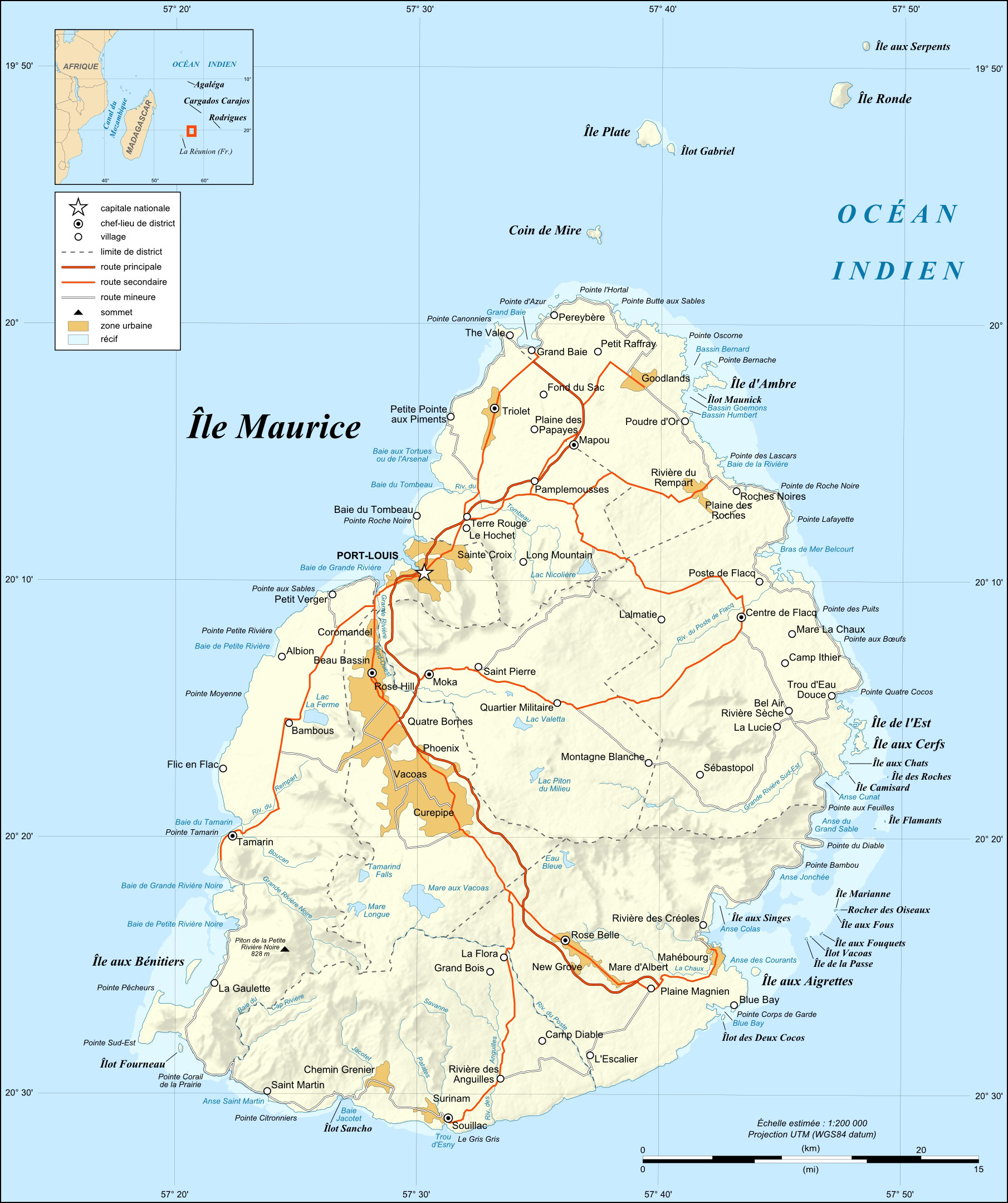
Carte de l'île Maurice

La 3e légion de volontaires étrangers de la marine prépare la défense de l’île contre les Britanniques.
Les magasins manquent de tout, car le ravitaillement venant du Cap n’arrive pas du fait la maîtrise britannique des mers. Cette petite troupe composée de 441 volontaires n’est plus payée et de plus en plus indisciplinée. Les duels entre officiers sont fréquents, les aventures avec les belles créoles se multiplient. Mais les militaires sont rationnés alors que les magasins des négociants « sont énormes et pleins d’objets de luxe ou d’utilité ».
La garnison est importante, 15 000 hommes, mais les renforts et la flotte pour appuyer le débarquement tardent. D’Orves, le chef de l’escadre de l'océan Indien n’a pas remporté de victoire. Il a même refusé d’hiverner aux Indes, malgré ses ordres.
Pierre André de Suffren qui vient renforcer les forces françaises a dû battre une escadre britannique au combat de la baie de la Praya, au Cap-Vert, le 16 avril 1781 et se ravitailler au Cap. L’escadre de Suffren n’arrive que le 25 octobre 1781, selon le Journal de bord de Suffren. Il doit réparer sa flotte, et punir les insoumissions de quelques subordonnés.[Lesquels ?]

## Porto Novo (mars 1782)

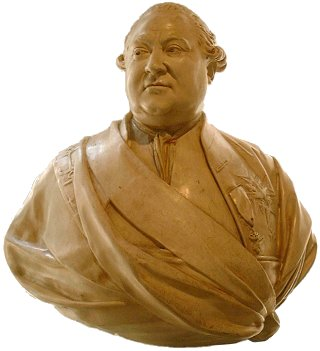
Buste de Pierre André de Suffren, Musée de la Marine, Toulon

La flotte composée de l’escadre qui s’est battue à La Praya et de celle présente dans l’océan Indien, va conduire les troupes aux Indes orientales : le régiment d'Austrasie, le 2e bataillon de l’Isle de France, ainsi qu’une unité d’artillerie de 220 hommes, 142 volontaires de l’île Bourbon, 470 noirs et cipayes, et 366 autres : des officiers, des volontaires, et leurs domestiques. En tout, 3101 hommes, qui sont commandés par le comte du Chemin, maréchal de camp. L’escadre du bailli de Suffren appareille de Port-Louis le 7 décembre 1781, avec les troupes destinées pour la côte de Coromandel où elles devaient agir de concert avec Haidar Alî Kahn contre l’ennemi commun.

## Suppression de la3elégionde volontaires étrangers de la marine

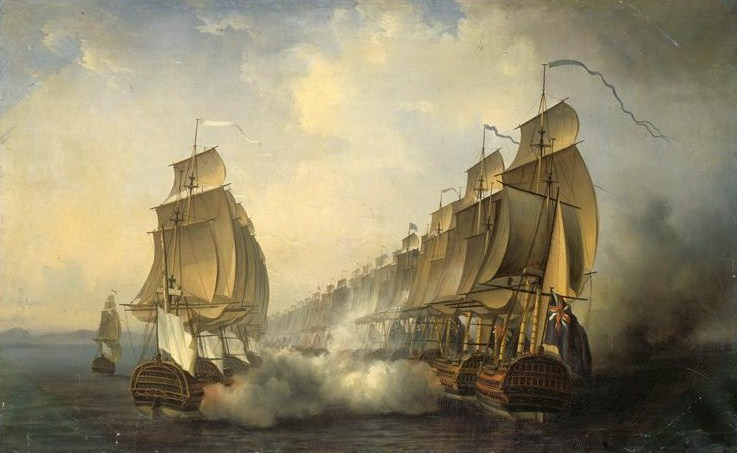
Bataille de Gondelour, le 20 juin 1783.

La 3e légion de volontaires étrangers de la marine est supprimée mais seulement à la fin du conflit et les survivants sont incorporés dans le régiment de Pondichéry, le 20 juin 1783.
Antoine Jean d'Agoult, le colonel de la 3e légion de volontaires étrangers de la marine est créé commandeur de l'ordre de Saint-Lazare, lieutenant général et grand-croix de l'ordre de Saint-Louis.
La 3e légion de volontaires étrangers de la marine figure sur la liste des régiments français de la guerre d'indépendance américaine du Comité d'Histoire de la Société des Cincinnati :
- bataille de Porto Novo 1782,
- Bataille de Négapatam 1782,
- bataille de Porto Novo 1783,
- bataille de Gondelour 1782 et 1783.

Des 300 cavaliers, 225 fantassins, et 75 artilleurs de la 3e légion de volontaires étrangers de la marine, les 2/3 sont morts de 1782 à 1783, sur terre et sur mer, pendant les campagnes aux Indes orientales du bailli de Suffren.

### Sources et bibliographie
- Maugras Gaston, Le duc de Lauzun et la cour de Marie-Antoinette, Adamant Media Corporation.
- PREMIER EMPIRE COLONIAL - TROUPES ET PERSONNEL CIVIL — SÉRIE D - MATRICULES ET REVUES — Sous-série D2C - Généralités - Volontaires - Volontaires étrangers de la marine - Contrôles nominatifs et tables alphabétiques de la 2e légion, des compagnies détachées à la suite de corps des volontaires étrangers, de la 3e légion, de la compagnie générale.
- 1779, Septembre, Acte royal. 1778-09-01. Versailles, BNF, Ordonnance… portant création du corps des Volontaires étrangers de la marine…
- 1780, Mars, Acte royal. 1780-03-05. Versailles, BNF, Ordonnance… portant suppression du corps des Volontaires étrangers de la marine et création d’un nouveau corps, sous le titre de Volontaires étrangers de Lauzun…
- 1781, Mars, Acte royal. 1781-03-03. Versailles, BNF, Ordonnance… portant création d’un second bataillon au régiment de Pondichéry, suppression de la troisième légion des Volontaires étrangers de la marine, de la compagnie servant à la suite de l’artillerie de l’isle de France, et leur incorporation dans le régiment de Pondichéry.
- Gérard-Antoine Massoni, in Carnet de la Sabretache, Paris, no. 135, 1998, p. 9–14. The history of the 1st, 2d (Lauzun's Légion) and 3rd Légion des Volontaires Etrangers de la Marine.
- Charles Cunat, Histoire du bailli de Suffren, Rennes, 1852, [lire en ligne]
- Roger Glachant, Suffren et le temps de Vergennes, éditions France-Empire, 1976
- Charles-Armand Klein, Mais qui est le bailli de Suffren Saint-Tropez ? - Mémoires du Sud - Éditions Equinoxe, 2000.
- Claude des Presles, Suffren dans l'océan Indien (1781-1783), Economica, 1999
- Joseph-Siméon Roux, Le Bailli de Suffren dans l'Inde, [lire en ligne]
- Pierre André de Suffren, Journal de bord du bailli de Suffren dans l'Inde (1781-1784), avec une préface par le vice-amiral Edmond Jurien de La Gravière, Henri Moris, Paris, Challamel, 1888
- Raymond d'Unienville, Hier Suffren, Mauritius Printing 1972